# 6701 Warhol
6701 Warhol è un asteroide della fascia principale. Scoperto nel 1988, presenta un'orbita caratterizzata da un semiasse maggiore pari a 2,5982140 UA e da un'eccentricità di 0,1431137, inclinata di 12,74442° rispetto all'eclittica.